# Démonok márpedig vannak
A Démonok márpedig vannak az Odaát című televíziós sorozat harmadik évadjának tizenkettedik epizódja.

## Cselekmény
Dean és Sam Bela nyomára akadnak Coloradóban, ezért betörnek hotelszobájába, ott azonban senkit nem találnak. Megszólal a telefon, a vonal túlsó végén pedig Bela közli, hogy a Coltra jelenleg nagy szüksége van, illetve hogy a fivéreknek "most nagyobb gondjuk is akad". Váratlanul néhány rendőr rúgja be az ajtót, és elfogják Winchesteréket. Miközben megbilincselik őket, betoppan a szobába egy régi ismerősük; Victor Henriksen. Az FBI ügynök a fiúkat átmenetileg a kisváros rendőrkapitányságára szállítja, ahonnan egy hívás erejével elintézi, hogy helikopteres küldöttség jöjjön értük.
A helikopter az épület előtti parkolóban landol, rajta Steven Groves FBI igazgatóhelyettessel, aki azonnal látni akarja a fivéreket. A fogdába lépve, a férfi szeme elsötétül, majd hangtompítós pisztolyt ragadva, vállon lövi Deant. Samnek sikerül félrelökni az ügynök kezét, és néhány latin szóval kiűzni belőle a gonoszt, a helységbe siető Henriksenék azonban nem hiszik el, amit Deanék állítanak, csupán a földön holtan heverő Groves-szal foglalkoznak. Henriksen azonnal elrendeli a helikopter felszállását, ám miután a pilóta nem válaszol hívására, a seriff kiküldi egyik emberét, aki a rádióba már csak annyit mond, "meghaltak", majd a gép robbanásának hangja töri meg a csendet. A kapitányságon pillanatok múlva az áram is elmegy, Henriksen a háttérben Winchesterék társait sejti, akik elől el akarja barikádozni magát, ezért a három megmaradt helyivel; a seriffel, a titkárnővel, illetve a seriffhelyettessel lezárják a kijáratokat és az ablakokat. Sam a cellájukhoz hívja a titkárnőt, Nancy-t, hogy kötést kérjen bátyja sebére, amikor pedig a fiatal lány odalép, Sam lelopja a nyakából a feszületet, melynek segítségével aztán a wc-ben szentelt vizet készít. Percekkel később a seriff jelenik meg, és el akarja vinni foglyait, mire a szintén megjelenő Henriksen elfeketedett szemekkel fejbe lövi a férfit, majd a fivérekre támad. Azoknak azonban sikerül kibújni a szorításából, és a wc-ben lévő szentelt vízbe nyomva a fejét, kiűzni belőle a démont. Mielőtt azonban a gonosz távozna, még közli, hogy már úgyis késő; a démonok már úton vannak a városba.
Az ügynök ezek után mindent elhisz Winchesteréknek, amiket a természetfelettiről állítottak, illetve megszabadítja őket a bilincsektől. Amígy Nancy ellátja Dean sebét, Sam, Henriksen és Amici seriffhelyettes démonellenes jelekkel festik fel és sóval körbehintik az őrs mindegyik ki-bejáratát, később pedig Dean kiszalad a lefoglalt Impalához, hogy előszedjen néhány szükséges holmit annak csomagtartójából, ám alighogy visszaér, a démonok körbeveszik az épületet. A fivérek szétosztanak a három túlélő között néhány amulettet, ami meggátolja a démonokat a megszállásban, mikor pedig Nancy megkérdi, hogy nekik nem kell-e, a fiúk felfedik, hogy nekik a mellkasukra van egy démonellenes jel tetoválva. A helyszínen Ruby tűnik fel, és árulja el, hogy a démonokat nem más küldte, mint egy Lilith nevű fődémon, aki Sam fejére pályázik, ugyanis valószínűleg vetélytársának tekinti. Dean egy kicsit begurul, amiért öccse tudott erről, ő viszont nem, ám nagyobb problémával is foglalkoznia kell: Ruby szerint az egyetlen esély a túlélésre, ha egy szertartás során feláldozzák az egyetlen szüzet közülük, Nancy-t, így ugyanis néhány kilométeres körzetben az összes démon eltűnne. Sam és Nancy ugyan beleegyezne, az ötletről Dean és Henriksen hallani sem akar, így Ruby magukra hagyja őket, és kisétál az ajtón. Dean, Sam és Henriksen megegyeznek, hogy beengedik a démonokat és megküzdenek velük, így felszámolják a csapdákat, és sóval töltött fegyverekkel, illetve szentelt vízzel várják a támadókat, míg Nancy és Amici a tetőn keresnek menedéket. Nem sokkal az ostrom kezdete után a démonok fölénybe kerülnek a három férfival szemben, ekkor azonban a hangosbemondóból latin démonűző szövegek kezdenek szólni, a megszállt emberekből így mind egy szálig távoznak a pokolfajzatok.
A történtek után Henriksen hálás köszönetet mond a fivéreknek, és megígéri nekik, a hatóságoknak majd azt a mesét adja be, hogy a helikopterrobbanás mindkettőjüket megölte. Dean és Sam így búcsút mondanak az ügynöktől, másnap azonban Ruby keresi fel őket motelszobájukban. A démonlány bekapcsoltatja velük a tv-t, ahol nem másról szólnak a hírek, mint a monumenti rendőrőrs felrobbanásáról, amit előzetes információk szerint egy gázrobbanás okozott, megölve ezzel az ott tartózkodókat, köztük Henriksent, Nancy-t és Amicit. Ruby ellenben azt állítja, hogy Lilith tette, és erről csakis a fiúk tehetnek...

## Természetfeletti lények

### Démonok
A démonokat a folklórban, mitológiában és a vallásban egyaránt olyan természetfeletti lényként, gonosz szellemként írják le, melyeket meg lehet idézni, és irányítani is lehet. Közeledtüket általában elektromos zavarok jelzik, maguk mögött pedig ként hagynak.

## Időpontok és helyszínek
- 2008. eleje – Monument, Colorado

## Külső hivatkozások
- Supernatural-Just in Bello az Internet Movie Database oldalon (angolul)